# 11987 Yonematsu
11987 Yonematsu eller 1995 VU1 är en asteroid i huvudbältet som upptäcktes den 15 november 1995 av de båda japanska astronomerna Kazuro Watanabe och Kin Endate vid Kitami-observatoriet. Den är uppkallad efter Yonematsu Shiono.
Asteroiden har en diameter på ungefär 14 kilometer.